# 鹤溪街道
鹤溪街道是中华人民共和国浙江省丽水市景宁畲族自治县下辖的一个街道办事处。
2011年，浙江省人民政府批复同意撤销鹤溪镇建制，其行政区域改由景宁县政府直辖。
2011年12月，丽水市人民政府批复同意在原鹤溪镇、外舍管理区区域设立红星、鹤溪2个街道办事处，鹤溪街道办事处辖城南、城西等2个社区，鹤溪、扫口、城西、包凤、浮丘、周湖、双后岗、张村、严村、旱塔、惠明寺、敕木山、三枝树、东弄、滩岭、王木坑等16个行政村，街道办事处驻地为环城南路120号。

## 行政区划
鹤溪街道下辖以下村级行政区划单位：
城南社区、城西社区、浮丘村、惠明寺村、旱塔村、包凤村、城西村、扫口村、张村、周湖村、严村、东弄村、三枝树村、滩岭村、双后岗村、王木坑村、敕木山村和鹤溪村。